# Ivanhoé (série télévisée)
Pour les articles homonymes, voir Ivanhoé.
Ivanhoé (Ivanhoe) est une série télévisée britannique en noir et blanc de 39 épisodes de 25 minutes, créée par Peter Rogers (en) d'après le roman éponyme de Walter Scott et diffusée entre le 5 janvier 1958 et le 4 janvier 1959 sur le réseau ITV.
Au Québec, la série a été diffusée à partir du 2 novembre 1958 à la Télévision de Radio-Canada, et en France, à partir du 11 avril 1959 sur RTF Télévision. Chaque épisode est présenté par William Leymergie et rediffusé du 14 septembre 1985 au 28 décembre 1985 dans Les histoires d'Onc' Willy sur Antenne 2. Puis à partir du 9 octobre 1995 sur Arte.

## Synopsis
Cette série met en scène les aventures du célèbre chevalier justicier sous le règne de l'infâme Prince Jean.

## Distribution
- Roger Moore (VF : Jacques Toja) : Ivanhoé
- Robert Brown (VF : André Valmy) : Gurth
- Andrew Keir : le prince Jean
- Phyllis Neilson-Terry : Aliénor d'Aquitaine

Adaptation française : Serge Plaute

## Épisodes
1. La Libération des serfs ou Les serfs sont libérés (Freeing the Serfs)
2. Marchands d'esclaves (Slave Traders)
3. Le Gâteau de la mariée (Wedding Cake)
4. Le Sanglier noir (Blackboar)
5. Le Garçon de fouet (Whipping Boy)
6. Le Témoin (The Witness)
7. Le Chevalier teuton (German Knight)
8. Titre français inconnu (Face to Face)
9. Rinaldo (Rinaldo)
10. Lyman le pâtissier (Lyman the Pieman)
11. Évasion (The Escape)
12. Le Bon géant (Ragen's Forge)
13. La Rançon (The Ransom)
14. Le Prisonnier de la tour (The Prisoner in the Tower)
15. Meurtres à l'auberge (Murder at the Inn)
16. Titre français inconnu (Brothers in Arms)
17. Les Tisserands (The Weavers)
18. Les Faux-monnayeurs (Counterfeit)
19. Titre français inconnu (Widow of Woodcote)
20. Titre français inconnu (The Kidnapping)
21. Titre français inconnu (Treasures from Cathay)
22. Le Chantre de Maydale (By Hook or By Crook)
23. L'épée Enchanté (The Double-Edged Sword)
24. Le trésor caché (Gold)
25. Le Bandit masqué (The Masked Bandits)
26. Le Mercenaire (Freelance)
27. Les Maîtres maçons ou Le Maître maçon (The Masons)
28. Femmes en armes (Arms and the Woman)
29. Le Voleur de bétail (The Cattle Killers)
30. Le gentil bouffon (The Gentle Jester)
31. Titre français inconnu (3 Days to Worcester)
32. Titre français inconnu (The Night Raiders)
33. Le corbeau (The Raven)
34. Frère Bénédict (The Monk)
35. Titre français inconnu (The Swindler)
36. Titre français inconnu (The Princess)
37. Titre français inconnu (The Fledgling)
38. Le Cirque (The Circus)
39. Le Donjon du diable (The Devil's Dungeon)

## Commentaires
Après l’arrêt de la série, Ivanhoé a fait l’objet d’une deuxième mini-série. En 1970, Eric Flynn reprenait le personnage, pour une autre adaptation du roman, en cinq épisodes. Un autre Ivanhoé est né en 1997 sur la BBC.